# 天津插图本史纲
《天津插图本史纲》（英語：Tientsin:An Illustrated Outline History），英国人雷穆森（O.D.Rasmussen）于1920年代以英文所撰写，1925年由天津印字馆出版单行本，是雷穆森在天津任职期间以风趣的文笔撰写的有关天津历史的著作。

## 内容
雷穆森(O.D.Rasmussen)，英国肯特郡人。1906年前后来到中国，期间主要生活在天津，先后在天津的外国媒体《华北商业》《华北明星报》《东方时报》任编辑和记者等职。《天津插图本史纲》包括320页文字叙述，175幅照片和3幅地图，内容正如作者1924年5月在的该书序言中写到的，“这本书包括导致租界产生的那个时代以及租界存在的65年间所发生的最引人瞩目、最有趣的事件”。《天津插图本史纲》以风趣的笔法详细记载了九国租界从设立起直至民国时期成书时的65年间所发生的最具有影响力、引人关注的事、以及诸多奇闻轶事，是早年西方人研究天津的著述中，是资料丰富准确，论述详尽周全，文笔生动活泼的一部著作。在历史事件方面，该书涉及了《天津条约》谈判签订，义和团运动，北洋机器局建立第一家近代铸币厂等诸多历史事件的细节。而趣闻方面，记述了在签订《天津条约》时竟然漏掉将天津开辟为商埠的趣闻。《天津插图本史纲》的照片数量达175幅，均为天津的历史照片，内容贯穿各租界的官员、将领、军队、街区、火车等各个方面，具有较高的历史研究价值，同时为天津市修复历史风貌建筑提供了帮助。

## 再版情况
《天津插图本史纲》一书初版1925年由天津印字馆出版。而此书的中文译文，最初与20世纪60年代与它的姊妹篇《天津的成长》一同由许逸凡和赵地两位先生翻译并刊登在学术刊物《天津历史资料》的第二期和第十期上，作为天津近代史以及天津租界史的重要史料供学者研究。在2004年天津市纪念设卫建城600周年的时候，编纂天津通史被提上日程。《天津插图本史纲》等书籍史料也是借由这个机会，被重新校对、翻译与其姊妹篇《天津的成长》一同被合并再版为《天津租界史》，2009年1月由天津人民出版社出版印刷，同时该书被收录为《天津通史编译丛书》。目前，天津图书馆古籍部保存着《天津插图本史纲》一书的英文原始版本，且保存完好。

## 文献
- （英文）O.D.Rasmussen. . 天津: 天津印字馆（1925）.
- （中文）雷穆森O.D.Rasmussen. . 许逸凡、赵地翻译，刘海岩校订. 天津: 天津人民出版社（2008）ISBN 978-7-201-06088-0.